# Jibung tturko high kick!
Jibung tturko high kick! (지붕 뚫고 하이킥!?, Jibung tturko ha-i kik!LR, lett. Calcio alto attraverso il tetto; titolo internazionale High Kick Through the Roof) è una sitcom sudcoreana trasmessa su MBC dal 7 settembre 2009 al 19 marzo 2010.

## Trama
La ventiduenne Shin Se-kyung, insieme alla sorellina di nove anni Shin-ae, si trasferisce da un piccolo villaggio di campagna alla grande metropoli di Seul, dove viene ospitata nella casa del settantaduenne Lee Soon-jae, che l'ha assunta come cameriera per la sua famiglia. Lee Soon-jae è il direttore di una piccola impresa di cibo e bevande, e ha due figli, Ji-hoon, medico presso un ospedale, e Hyun-kyung, professoressa liceale. Il marito di quest'ultima, Jeong Bo-seok, è il vice presidente della compagnia del suocero, che si è intanto innamorato di Kim Ja-ok, vice preside del liceo dove insegna la figlia. Intanto, Ja-ok apre una pensione dove ospita gli insegnanti di inglese Julien e Hwang Jung-eum. Quest'ultima fa da tutor privata al figlio di Hyung-kyung e Bo-seok.

## Personaggi
- Lee Soon-jae, interpretato da Lee Soon-jae
- Kim Ja-ok, interpretata da Kim Ja-ok
- Lee Hyun-kyung, interpretata da Oh Hyun-kyung
- Jeong Bo-seok, interpretato da Jeong Bo-seok
- Lee Ji-hoon, interpretato da Choi Daniel
- Hwang Jung-eum, interpretata da Hwang Jung-eum
- Jeong Jun-hyeok, interpretato da Yoon Shi-yoon
- Shin Se-kyung, interpretata da Shin Se-kyung
- Jeong Hae-ri, interpretata da Jin Ji-hee e Park Shin-hye (da adulta)
- Shin Shin-ae, interpretata da Seo Shin-ae
- Kang Se-ho, interpretato da Lee Gi-kwang
- Julien, interpretato da Julien Kang
- Yoo In-na, interpretata da Yoo In-na
- Lee Kwang-soo, interpretato da Lee Kwang-soo

## Colonna sonora
Parte 1
1. High Kick Through The Roof (지붕뚫고 하이킥) - Hooni Hoon feat. Seo Ye-na
2. You Are My Girl - Kim Cho-han
3. Don't Say Goodbye - Kim Cho-han
4. Open Your Mind - Soul Breeze feat. Kim Cho-han

Parte 2
1. Hold On Your Breath (숨을 참아요) - Seo Ye-na
2. The Road To Me (내게 오는 길) - Yoon Shi-yoon
3. Don't Look Back, High Kick (뒤돌아 보지마 하이킥) - Kim Cho-han

Edizione speciale
1. You're My Girl - Kim Jo-han
2. Little Girl
3. High Kick Through The Roof - Hooni Hoon feat. Seo Ye-na
4. Present For You
5. The Road To Me (Studio Version) - Yoon Shi-yoon
6. Trying To Find Her - Kim Jo-han
7. Don't Say Goodbye - Kim Jo-han
8. Beautiful Love
9. Friday Night - Hooni Hoon
10. Scream (소리질러) - Hooni Hoon
11. Say Ho - Hooni Hoon feat. Nacko
12. Open Your Mind - Soul Breeze feat. Kim Jo-han
13. Hold On Your Breath - Seo Ye-na

## Riconoscimenti
| Anno | Premio                                        | Categoria                                                     | Ricevente                                   | Risultato       |
| ---- | --------------------------------------------- | ------------------------------------------------------------- | ------------------------------------------- | --------------- |
| 2009 | MBC Entertainment Awards                      | Premio alla massima eccellenza, attore in una sitcom/commedia | Jeong Bo-seok                               | Vincitore/trice |
| 2009 | MBC Entertainment Awards                      | Premio miglior coppia in una sitcom/commedia                  | Yoon Shi-yoon e Shin Se-kyung               | Vincitore/trice |
| 2009 | MBC Entertainment Awards                      | Miglior giovane attore/attrice                                | Jin Ji-hee                                  | Vincitore/trice |
| 2009 | MBC Entertainment Awards                      | Miglior giovane attore/attrice                                | Seo Shin-ae                                 | Vincitore/trice |
| 2009 | MBC Entertainment Awards                      | Miglior nuovo attore in una sitcom/commedia                   | Choi Daniel                                 | Vincitore/trice |
| 2009 | MBC Entertainment Awards                      | Miglior nuova attrice in una sitcom/commedia                  | Shin Se-kyung                               | Vincitore/trice |
| 2009 | MBC Entertainment Awards                      | Miglior nuova attrice in una sitcom/commedia                  | Hwang Jung-eum                              | Vincitore/trice |
| 2009 | MBC Entertainment Awards                      | Premio alla carriera                                          | Lee Soon-jae                                | Vincitore/trice |
| 2010 | Baeksang Arts Awards                          | Miglior programma di intrattenimento                          |                                             | Vincitore/trice |
| 2010 | Baeksang Arts Awards                          | Miglior regista televisivo                                    | Kim Byung-wook, Kim Chang-dok, Kim Young-ki | Candidato/a     |
| 2010 | Baeksang Arts Awards                          | Miglior nuovo attore televisivo                               | Choi Daniel                                 | Candidato/a     |
| 2010 | Baeksang Arts Awards                          | Miglior nuovo attore televisivo                               | Yoon Shi-yoon                               | Candidato/a     |
| 2010 | Baeksang Arts Awards                          | Miglior nuova attrice televisiva                              | Hwang Jung-eum                              | Vincitore/trice |
| 2010 | Baeksang Arts Awards                          | Miglior nuova attrice televisiva                              | Shin Se-kyung                               | Candidato/a     |
| 2010 | Korea Drama Awards                            | Attrice più popolare                                          | Hwang Jung-eum                              | Vincitore/trice |
| 2010 | Korea Drama Awards                            | Premio speciale della giuria                                  | Kim Byung-wook                              | Vincitore/trice |
| 2010 | Korea Visual Arts Festival                    | Premio fotogenia, attrice televisiva                          | Hwang Jung-eum                              | Vincitore/trice |
| 2011 | Bucheon International Fantastic Film Festival | Premio Fantasia                                               | Choi Daniel, Shin Se-kyung                  | Vincitore/trice |
| 2012 | APAN Star Awards                              | Premio alla carriera                                          | Lee Soon-jae                                | Vincitore/trice |